# Born This Way
Born This Way drugi je studijski album američke kantautorice Lady Gage koji je objavljen 23. svibnja 2011. S albuma je objavljeno pet singlova, a Gaga je 2011. započela i svjetsku turneju The Born This Way Ball. 

## Pozadina
Krajem ožujka 2010., Gaga je izjavila da je počela raditi na novom albumu. Tri mjeseca kasnije, komentirala je da je završila snimanje albuma. Dodala je: 

## Kompozicija
Gaga je 26. studenog 2010., tijekom koncerta u poljskom gradu Gdansku, objavila da će album imati 20 pjesama i obećala je da će biti album desetljeća. Također je dodala da je album gotovo završen. Potvrdila je u intervju s časopisom Vogue da je 17 pjesama snimljeno za album, njih 14 će ući u finalnu verziju albuma, dok će preostale 3 naći na ekskluzivnoj Target deluxe verziji albuma. Ipak, 3. ožujka, objavljeno je da je Gaga završila suradnju s Targetom, jer je kompanija donirala novac anti-gay organizaciji.
U intervju u emisiji “Newsbeat” Gaga je komentirala da je album "brak elektroničke glazbe s metalom ili rock 'n' rollom, popom i nizom inspirativnih melodija"

## Popis pjesama
| 1.    | »Marry the Night«                | 4:25 |
| 2.    | »Born This Way«                  | 4:20 |
| 3.    | »Government Hooker«              | 4:14 |
| 4.    | »Judas«                          | 4:09 |
| 5.    | »Americano«                      | 4:07 |
| 6.    | »Hair«                           | 5:08 |
| 7.    | »Scheiße«                        | 3:46 |
| 8.    | »Bloody Mary«                    | 4:05 |
| 9.    | »Bad Kids«                       | 3:51 |
| 10.   | »Highway Unicorn (Road to Love)« | 4:16 |
| 11.   | »Heavy Metal Lover«              | 4:13 |
| 12.   | »Electric Chapel«                | 4:12 |
| 13.   | »Yoü and I«                      | 5:07 |
| 14.   | »The Edge of Glory«              | 5:21 |
| 73:38 |                                  |      |

## Singlovi
1. Born This Way
2. Judas
3. The Edge of Glory
4. Yoü and I
5. Marry the Night